# Conan (perro militar)
Conan (nacido en 2013 o 2014 - fallecido en noviembre de 2023) era un perro de trabajo militar para operaciones especiales, integrado en la Fuerza Delta de los Estados Unidos. Era un pastor belga macho, y recibió su nombre en honor al presentador de un programa de entrevistas nocturno y comediante, Conan O'Brien. Era un perro veterano del Mando de Operaciones Especiales de los Estados Unidos (SOCOM) y sirvió en 50 misiones de combate.
Conan participó en la muerte de Abu Bakr al-Baghdadi en Siria, el entonces líder de la organización terrorista Estado Islámico (ISIL, ISIS), el 27 de octubre de 2019. Persiguió a Baghdadi hasta un túnel, donde el líder terrorista detonó su chaleco suicida. El general Kenneth F. McKenzie Jr. declaró el 30 de octubre de 2019 que el perro resultó herido durante la operación debido a la existencia de vallas eléctricas, pero que se había recuperado y había regresado al servicio de campo.

## Identidad
El presidente de los EE. UU., Donald Trump, publicó la imagen desclasificada de Conan en Twitter y lo llamó un "perro maravilloso" en el tuit. Su nombre estaba clasificado en ese momento, pero se reveló que era Conan a Newsweek. Unos días después, Trump también se refirió al perro como Conan. Más adelante, el propio Trump retuiteó un meme (retocado con adobe Photoshop por The Daily Wire) de él mismo premiando a Conan con una versión canina de un Medalla de Honor.
Después de atraer rápidamente la atención general después de la operación en Siria, aparecieron productos de consumo con la imagen de Conan y el eslogan "Zero Bark Thirty", una referencia a La noche más oscura, una película sobre la operación especial de 2011 que supuso la eliminación de Osama bin Laden.

### Sexo de Conan
Hubo informes contradictorios sobre el sexo de Conan después de que se hiciera pública su identidad. Newsweek informó inicialmente que el perro es hembra, pero la revista luego emitió una corrección que decía que Conan es macho. RTL Nieuws informó que Conan fue entrenado por una empresa en Best (Países Bajos) antes de ser transportado a los Estados Unidos, y un hombre identificado como su antiguo dueño y entrenador fue citado diciendo: "Es un macho de cinco años. Es un perro muy bueno".
El 25 de noviembre de 2019, un funcionario de la Casa Blanca dijo que el perro es hembra antes de emitir una corrección, diciendo que Conan es de hecho macho. Al día siguiente, los funcionarios de defensa confirmaron en la publicación Stars and Stripes que Conan era macho. Al mismo tiempo, un funcionario de defensa de EE. UU. lo puso en duda, y le dijo a ABC News que Conan era una hembra, pero el informe de la ABC fue desmentido poco tiempo después y varios funcionarios dijeron que habían verificado que Conan era un macho.
El Comando de Operaciones Especiales de los Estados Unidos (SOCOM) impugnó una solicitud de la Freedom of Information Act de registros relacionados con el sexo de Conan. El SOCOM declaró que podía "ni confirmar ni negar la existencia o inexistencia de registros" al respecto.

## Visita a la Casa Blanca
El 25 de noviembre de 2019, Conan hizo una aparición sorpresa con un adiestrador en la Casa Blanca. El adiestrador utilizó órdenes para perros en alemán durante la reunión. Donald Trump presentó a Conan a los periodistas en la Rosaleda de la Casa Blanca, diciendo: "Así que este es Conan. En este momento, probablemente el perro más famoso del mundo". La primera dama Melania Trump y el vicepresidente Mike Pence también asistieron al evento, con Pence acariciando a Conan y llamándolo "héroe" durante unos breves comentarios.

## Muerte
Conan murió en noviembre de 2023 de cáncer y por las heridas sufridas durante el servicio.